# Erastroides mesomela
Erastroides mesomela là một loài bướm đêm trong họ Noctuidae.